# Денні Гілліс
Вільям Даніель «Денні» Гілліс (англ. William Daniel «Danny» Hillis; нар. 25 вересня 1956) — американський винахідник, інженер, математик, підприємець, трансгуманіст та письменник. Співзасновник Thinking Machines Corporation, компанії, яка створила Connection Machine, паралельний суперкомп'ютер, розроблений Гіллісом в MIT. Також він є співзасновником таких організацій, як Long Now Foundation, Applied Minds, Metaweb Technologies, Applied Proteomics, а також автором книги «The Pattern on the Stone: The Simple Ideas That Make Computers Work». Професор інженерних наук та медицини в Університеті Південної Каліфорнії.

## Життєпис

### Ранні роки
Денні Гілліс народився в Балтіморі, штат Меріленд в 1956 році. Його батько, Вільям Гілліс, був епідеміологом ВВС США, займався вивченням гепатиту в Африці, побувавши зі своєю сім'єю в Руанді, Бурунді, Республіці Конго та Кенії. Провів невелику частину свого дитинства в Калькутті, Індія, де його батько був запрошеним викладачем в ISI. Ці роки молодого Гілліс навчала вдома його мати, Аргай Бріггс Гілліс, яка була професором з біостатистики. Денні рано зацікавився математикою і біологією. У нього є молодший брат Девід Гілліс, професор еволюційної біології в університеті штату Техас в Остіні, і сестра Аргай Е. Гілліс, професор неврології в університеті Джона Хопкінса.

### Освіта та наука
У 1978 році Гілліс закінчив MIT зі ступенем бакалавра в області математики, а потім в 1981 році отримав ступінь магістра в галузі електротехніки та обчислювальної техніки (EECS), спеціалізуючись в галузі робототехніки.
У цей час Гілліс працював в лабораторії MIT (Logo Laboratory), що розробляє комп'ютерне обладнання та програмне забезпечення для дітей. Він розробив комп'ютерні-орієнтовані ігри та іграшки для Milton Bradley Company, а також є одним із засновників Terrapin Software — виробника програмного забезпечення для початкових шкіл. Він також створив комп'ютер з дитячого конструктора Tinkertoys, який виставлений в бостонському Музеї науки.
Однак основна робота Гілліс полягала в паралельних обчисленнях. Гілліс спроектував Connection Machine, паралельний суперкомп'ютер та в 1983 році став співзасновником Thinking Machines Corporation, що виробляє і представляє на ринку суперкомп'ютери на основі ідеї паралельних обчислень. У 1985 році, продовжуючи це дослідження, Гілліс отримав ступінь доктора філософії по EECS в MIT під керівництвом Джеральда Джей Сассмена, Марвіна Мінскі і Клода Шеннона. Дисертація брала участь в конкурсі дисертацій ACM Distinguished Dissertation у 1985 році і виграла його.

### Думаючі машини
Гілліс став співзасновником корпорації Thinking Machines в 1983 році, паралельно працюючи над своєю докторською дисертацією в MIT. Компанія повинна була розробити «Connection Machine» Гілліс для комерційних паралельних суперкомп'ютерів, а також дослідити обчислювальні шляхи для створення штучного інтелекту. Прагнення Гілліса представлені девізом компанії «Ми будуємо машину, яка буде пишатися нами». Гілліс вважав що «паралельна архітектура повинна була стати основним компонентом для вирішення цього завдання».
Очевидно, що основним принципом організації мозку є паралелізм. Він використовує масивний паралелізм. Велика кількість дуже простих паралельних блоків, які працюють разом і пов'язаних інформацією. Так що, якщо ми створимо комп'ютер, який буде функціонувати за цією системою організації, він буде в змозі виконувати ті ж завдання, які виконує людський мозок.
У «Thinking Machines Corporation», Гілліс побудував технічну команду з багатьма людьми, які згодом стали лідерами в області науки і промисловості, у тому числі Брюстер Кейл, Гай Стіл, Сідней Бреннер, Девід Вальц, Джек Шварц, і Ерік Ландер. Він навіть умовив Річарда Фейнмана пожертвувати своїм літньою відпусткою. У 1990 році, Thinking Machines Corporation була лідером на ринку паралельних суперкомп'ютерів, з обсягом продажів близько $ 65 млн.
У 1986 році Гілліс продемонстрував перший суперкомп'ютер з массивною паралельної обробкою (МРР — massive multiprocessing). На своїй першій презентації СМ-1 виконала сканування 16 тис. статей зі зведеннями останніх новин за 1/20 секунди. Стаття в Time, присвячена цій події, свідчила: «Традиційний комп'ютер в порівнянні з СМ-1 — те саме, що велосипед в порівнянні з надзвуковим винищувачем».

### Анімація Діснея
У 1994 році, корпорація Thinking Machines зробила заяву про банкрутство. У 1996 році, після короткого перебування в якості професора у лабораторії «MIT Media Lab», Гілліс приєднався до «Walt Disney Company» та зайняв пост віце-президента з досліджень і розробок анімації Діснея. За твердженням Гілліс це було його ранніми амбіціями.
З дитинства я хотів працювати в Дісней … Я пам'ятаю, як дивився Уолта Діснея розповідаючого по телевізору про інженерів розробляючих Діснейленд. Тоді я вирішив, що коли-небудь я теж стану інженером Діснейленду. Пізніше я став цікавитися іншого роду магією — магією комп'ютерів. Тепер я, нарешті, знайшов ідеальну роботу — забезпечення комп'ютерного чарівництва в Дісней.
У Дісней Гілліс розробляв нові технології, а також бізнес-стратегії для тематичних парків Діснея, телебачення, кінофільмів, Інтернету і компаній споживчих товарів. Він також спроектував нові атракціони тематичного парку, повнорозмірного крокуючого робота-динозавра і різні мікро-механічні пристрої.

### Прикладні уми
Гілліс залишив Дісней у 2000 році разом з Бреном Ферреном, президентом Walt Disney Imagineering, R & D Creative Technologies division. Разом Феррен та Гілліс засновали Applied Minds, компанію, спрямовану на забезпечення технологій та консультаційні послуги фірмам цілого ряду галузей, в тому числі аерокосмічної, електроніки та іграшок.
У липні 2005 року, Гілліс, Роберт Кук та інші з Applied Minds створили Metaweb Technologies, Inc. для розробки семантичної інфраструктури зберігання даних для Інтернету, і вільної всесвітньої загальнодоступної бази даних. Коли Metaweb була придбана компанією Google, технологія стала основою Google's Knowledge Graph. Гілліс, разом з доктором Девідом Б. Агус, спільно соучереділі відгалуження Applied Minds під назвою Applied Proteomics Inc, яка розробила і змоделювала машину, для вимірювання рівня білків в крові для медичної діагностики.
Спільна робота Гілліс з Агусом над раком призвело до створення University of Southern California Physical Sciences-Oncology Center (USC PS-OC), фінансіруемогоНаціональним інститутом раку (NCI). Гілліс є головним дослідником цієї програми.

### Long Now Foundation і годинник Long Now
У 1993 році перед закриттям «Thinking Machines», Гілліс писав про довгострокові погляди на життя і запропонував проект будівництва годинника, призначеного для роботи протягом тисячоліть: "Коли я був дитиною, люди звикли говорити про те, що станеться у 2000 році Тепер, через тридцять років, вони до сих пір говорять про те, що станеться до 2000 року. Майбутнє стискалося на один рік на рік для всього мого життя. Я думаю, що настав час для довгострокового проекту, який змусить людей, заглянути далі ментального бар'єру Тисячоліття. Я хотів би запропонувати великий (розміром більше ніж Стоунхендж) механічний годинник, що живиться від сезонних змін температури. Він цокає один раз в рік, дзвонить раз на століття, а зозуля виходить кожне тисячоліття. "
Гілліс виступає на зборах Long Now Foundation в Сан-Франциско в 2014 р.
Цей проект отримав продовження. Перша дослідна модель такого годинника була запущена 31 грудня 1999 року і о 12 годині ночі індикатор дати змінився з 01999 до 02000. Двічі пролунав сигнал, який ознаменував цю подію. Після вдалого початку, за допомогою Джеффрі Безоса, який пожертвував для цієї мети $ 42 млн і групи ентузіастів, Гілліс почав будівництво годинника в натуральну величину у віддалених гірськіх ланцюгах в Діаблосе, Техас.
Годинниковий механізм розміром 60 метрів (200 футів) в заввишки буде поміщений в глибину гори на 150 метрів. Для заведення годинникового механізму використовуються «гирьки», кожна заввишки 2,5 метра і вагою по 4500 кг. Переважно весь механізм годинника буде зроблений з неіржавіючої сталі, кераміки та каменю.

На питання про сенс тисячолітнього годинника Гілліс відповідає так: 
|  | Я не можу уявити майбутнє, але я дбаю про нього. Я знаю, що я частина історії, яка почалася задовго до того, що я пам'ятаю, і буде тривати ще довго, після того як хтось буде пам'ятати мене. |

Назва Clock of the Long Now було придумано автором і композитором, Брайан Іно. Гілліс написав статтю для журналу Wired пропонуя годинник, який прослужить більше 10 000 років. Проект безпосередньо привів до створення Long Now Foundation в 1996 році Гілліс, Стюартом Брендом, Брайаном Іно, Естер Дайсон, і Мітчем Кепор.

### Філософія розуму
Гілліс стверджував, що в цілому саме паралелізм є головним компонентом інтелекту; що нічого іншого не потрібно для створення розуму з розподіленої мережі процесорів.
… Інтелект складається з тисячі маленьких дрібниць. Свого часу ми дізнаємося про кожну з них, і оскільки ми працюємо над цим, машини будуть все більше і більше схожі на людей. Це є поступово відбувається процесом.
Це не так сильно відрізняється від припущення Марвіна Мінскі в його «Суспільство розуму», який свідчить, що розум являє собою сукупність агентів, кожен з яких, піклується про конкретний аспекті інтелекту і при спілкуванні один з одним, обмінюється інформацією в міру необхідності.
Деякі теоретики наук про штучний інтелект вважають що головне — це не основний обчислювальний режим, а вирішальні конкретні алгоритми (міркування, пам'ять, сприйняття і т. Д.). Інші стверджують, що правильна комбінація «дрібниць» необхідна, щоб привести зразки до загальної схеми незалежної скоординованої діяльності, які і являють собою реальний інтелект.

Гілліс один з тих нечисленних людей, які зробили серйозну спробу створити «інтелектуальну машину» і його прагнення досягти успіху очевидно: 
|  | Я хотів би знайти спосіб допомогти свідомості вийти за межі людського тіла. Побудова «думаючої машини» є свого роду пошуком земного безсмертя. Щось набагато більш особливе, ніж ми можемо собі уявити. Створення «думаючої машини» мій спосіб протягнути до цього руки. " |

### «Візерунок на камені»
У 1998 році Гілліс в своїй книзі «Візерунок на камені» («The Pattern on the Stone») намагається дати загальне уявлення про інформатики для широкого кола читачів, використовуючи просту мову, метафори й аналогії. Він рухається від булевої алгебри з таких тем, як теорія інформації, паралельні обчислення, криптографія, алгоритми, евристика, машин Тьюринга і перспективні технології, такі як квантові обчислення і емергентние системи.